# Bol d'or (football canadien)
Pour les articles homonymes, voir Bol d'or (homonymie).
Le Bol d'or est le championnat provincial de football canadien scolaire s'adressant aux niveaux d'enseignement collégial et secondaire, organisé annuellement au Québec par le Réseau du sport étudiant du Québec (RSEQ). Le Bol d'or couronne une équipe championne pour l'ensemble du Québec dans les trois divisions au niveau collégial (1, 2 et 3) ainsi que dans la division juvénile 1 au niveau secondaire. Les matchs de finale du Bol d'or ont lieu à la mi-novembre lors d'une fin de semaine, dans un lieu déterminé d'avance, généralement sur les terrains d'une institution membre du RSEQ.
Le nom de Bol d'or est utilisé la première fois en 1976 alors que la Fédération des associations sportives collégiales du Québec (FASCQ) organise au Stade olympique de Montréal, où les jeux olympiques de 1976 viennent juste d'être tenus, les finales de ses deux divisions de football canadien. Les Islanders du collège John Abbott remportent le premier Bol d'or en division AA en battant les Diablos du Cégep de Trois-Rivières 35-16 tandis que les Remparts du Collège militaire royal de Saint-Jean défont les Gaulois du Cégep de La Pocatière 47-6.

## Origine

### Niveau collégial
Avant la création du Bol d'or, il existait depuis 1968 un championnat collégial de football au Québec. Le trophée remis au vainqueur était le trophée Plumica, du nom de l'association Plumica Sports, qui regroupait les rédacteurs, chroniqueurs, annonceurs et photographes sportifs. À ce moment le match de championnat mettait aux prises le champion de Ligue intercollégiale de football du Québec, fondée en 1957 et regroupant des collèges de la région de Montréal, et celui de l'Association sportive intercollégiale de l'Est du Québec, dont les membres étaient localisés dans l'Est du Québec. En 1971 la région de Montréal est représentée par une nouvelle organisation, l'Association sportive intercollégiale de la régions de Montréal (ASIRM), alors que la Ligue intercollégiale de football continue d'exister pour une saison, cessant ses activités avant la saison 1972. En 1973 une nouvelle structure, la Fédération des associations sportives collégiales du Québec (FASCQ), est créée et prend en charge l'organisation du championnat de football canadien qui prendra le nom de Bol d'or quelques années plus tard.

### Niveau secondaire
Un championnat provincial de football scolaire existe depuis 1984 et est intégré au Bol d'or à partir de 1988.

## Palmarès du Bol d'or

### Collégial division 1
À partir du premier championnat sous l'égide de la Fédération des associations sportives collégiales du Québec (FASCQ) en 1974, cette division, représentant le plus fort calibre, s'est successivement appelée division AA, puis division AAA en 1978, et division 1 en 2011. Sources
| Édition | Date             | Club vainqueur                                                    | Pointage                                              | Club perdant                                          | Stade                                                  | Notes                                                 |                                                       |
| ------- | ---------------- | ----------------------------------------------------------------- | ----------------------------------------------------- | ----------------------------------------------------- | ------------------------------------------------------ | ----------------------------------------------------- | ----------------------------------------------------- |
| --      | 17 novembre 1968 | Voltigeurs du collège Rigaud-de-Vaudreuil                         | 71-7                                                  | Lions du St. Lawrence College                         | Stade de l'Université de Montréal                      |                                                       |                                                       |
| --      | 16 novembre 1969 | Diablos du Cégep de Trois-Rivières                                | 41-7                                                  | Cougars du Cégep de Chicoutimi                        | Stade municipal de Trois-Rivières                      |                                                       |                                                       |
| --      | 14 novembre 1970 | Diablos du Cégep de Trois-Rivières                                | 43-7                                                  | Gaulois du Cégep de La Pocatière                      | Stade municipal de Trois-Rivières                      |                                                       |                                                       |
| --      | 1971             | Gaulois du Cégep de La Pocatière ou Jets du collège André-Grasset | ?-?                                                   |                                                       |                                                        |                                                       |                                                       |
| --      | 19 novembre 1972 | Diablos du Cégep de Trois-Rivières                                | 33-32                                                 | Cheetahs du collège Vanier                            | Stade de l'Université de Montréal                      |                                                       |                                                       |
| --      | 11 novembre 1973 | Cheetahs du collège Vanier                                        | 82-0                                                  | Diablos du Cégep de Trois-Rivières                    | Stade Maurice-Duplessis (Trois-Rivières)               |                                                       |                                                       |
| --      | 9 novembre 1974  | Cheetahs du collège Vanier                                        | 39-29                                                 | Islanders du collège John Abbott                      | Stade du collège Vanier (Saint-Laurent)                |                                                       |                                                       |
| --      | 8 novembre 1975  | Islanders du collège John Abbott                                  | 41-17                                                 | Diablos du Cégep de Trois-Rivières                    | Stade du collège John Abbott (Sainte-Anne-de-Bellevue) |                                                       |                                                       |
| 1re     | 14 novembre 1976 | Islanders du collège John Abbott                                  | 35-16                                                 | Diablos du Cégep de Trois-Rivières                    | Stade olympique de Montréal                            |                                                       |                                                       |
| 2e      | 13 novembre 1977 | Islanders du collège John Abbott                                  | 27-7                                                  | Cheetahs du collège Vanier                            | Stade olympique de Montréal                            |                                                       |                                                       |
| 3e      | 12 novembre 1978 | Cheetahs du collège Vanier                                        | 57-7                                                  | Diablos du Cégep de Trois-Rivières                    | Stade olympique de Montréal                            |                                                       |                                                       |
| 4e      | 11 novembre 1979 | Cougars du collège Champlain-Lennoxville                          | 35-28                                                 | Diablos du Cégep de Trois-Rivières                    | Stade olympique de Montréal                            |                                                       |                                                       |
| 5e      | 9 novembre 1980  | Diablos du Cégep de Trois-Rivières                                | 18-12                                                 | Islanders du collège John Abbott                      | Stade olympique de Montréal                            |                                                       |                                                       |
| 6e      | 14 novembre 1981 | Cougars du collège Champlain-Lennoxville                          | 25-8                                                  | Diablos du Cégep de Trois-Rivières                    | Stade olympique de Montréal                            |                                                       |                                                       |
| 7e      | 13 novembre 1982 | Diablos du Cégep de Trois-Rivières                                | 18-8                                                  | Cougars du collège Champlain-Lennoxville              | Stade olympique de Montréal                            |                                                       |                                                       |
| 8e      | 13 novembre 1983 | Diablos du Cégep de Trois-Rivières                                | 40-4                                                  | Cougars du collège Champlain-Lennoxville              | Stade Percival-Molson (Montréal)                       |                                                       |                                                       |
| 9e      | 10 novembre 1984 | Trappeurs du Cégep Marie-Victorin                                 | 36-14                                                 | Cheetahs du collège Vanier                            | Stade olympique de Montréal                            |                                                       |                                                       |
| 10e     | 16 novembre 1985 | Cougars du collège Champlain-Lennoxville                          | 34-21                                                 | Condors du Séminaire de Saint-Georges de Beauce       | Stade olympique de Montréal                            |                                                       |                                                       |
| 11e     | 15 novembre 1986 | Cougars du collège Champlain-Lennoxville                          | 48-42                                                 | Cheetahs du collège Vanier                            | Stade Percival-Molson (Montréal)                       |                                                       |                                                       |
| 12e     | 14 novembre 1987 | Cheetahs du collège Vanier                                        | 22-15                                                 | Condors du Séminaire de Saint-Georges de Beauce       | Stade de l'Université de Montréal                      |                                                       |                                                       |
| 13e     | 20 novembre 1988 | Condors du Séminaire de Saint-Georges de Beauce                   | 21-20                                                 | Trappeurs du Cégep Marie-Victorin                     | Stade Percival-Molson (Montréal)                       |                                                       |                                                       |
| 14e     | 18 novembre 1989 | Cheetahs du collège Vanier                                        | 20-13 (prol.)                                         | Spartiates du Cégep du Vieux Montréal                 | Stade Hébert (Saint-Léonard)                           |                                                       |                                                       |
| 15e     | 18 novembre 1990 | Cougars du collège Champlain-Lennoxville                          | 20-14                                                 | Cheetahs du collège Vanier                            | Stade Hébert (Saint-Léonard)                           |                                                       |                                                       |
| 16e     | 17 novembre 1991 | Cheetahs du collège Vanier                                        | 37-30                                                 | Spartiates du Cégep du Vieux Montréal                 | Stade Hébert (Saint-Léonard)                           |                                                       |                                                       |
| 17e     | 22 novembre 1992 | Spartiates du Cégep du Vieux Montréal                             | 15-14                                                 | Cougars du collège Champlain-Lennoxville              | Stade Hébert (Saint-Léonard)                           |                                                       |                                                       |
| 18e     | 21 novembre 1993 | Cougars du collège Champlain-Lennoxville                          | 13-8                                                  | Cheetahs du collège Vanier                            | Stade Hébert (Saint-Léonard)                           |                                                       |                                                       |
| 19e     | 20 novembre 1994 | Cougars du collège Champlain-Lennoxville                          | 15-10                                                 | Cheetahs du collège Vanier                            | Stade Hébert (Saint-Léonard)                           |                                                       |                                                       |
| 20e     | 19 novembre 1995 | Cougars du collège Champlain-Lennoxville                          | 24-20                                                 | Cheetahs du collège Vanier                            | Stade Hébert (Saint-Léonard)                           |                                                       |                                                       |
| 21e     | 16 novembre 1996 | Spartiates du Cégep du Vieux Montréal                             | 31-28                                                 | Cougars du collège Champlain-Lennoxville              | Stade olympique de Montréal                            |                                                       |                                                       |
| 22e     | 16 novembre 1997 | Spartiates du Cégep du Vieux Montréal                             | 31-30                                                 | Cheetahs du collège Vanier                            | Stade olympique de Montréal                            |                                                       |                                                       |
| 23e     | 14 novembre 1998 | Spartiates du Cégep du Vieux Montréal                             | 43-13                                                 | Cheetahs du collège Vanier                            | Stade Hébert (Saint-Léonard)                           |                                                       |                                                       |
| 24e     | 20 novembre 1999 | Cougars du collège Champlain-Lennoxville                          | 20-10                                                 | Spartiates du Cégep du Vieux Montréal                 | Stade Hébert (Saint-Léonard)                           |                                                       |                                                       |
| 25e     | 18 novembre 2000 | Cougars du collège Champlain-Lennoxville                          | 21-12                                                 | Spartiates du Cégep du Vieux Montréal                 | Stade Hébert (Saint-Léonard)                           |                                                       |                                                       |
| 26e     | 24 novembre 2001 | Spartiates du Cégep du Vieux Montréal                             | 23-8                                                  | Cougars du collège Champlain-Lennoxville              | Stade Percival-Molson (Montréal)                       |                                                       |                                                       |
| 27e     | 23 novembre 2002 | Spartiates du Cégep du Vieux Montréal                             | 39-2                                                  | Élans du Cégep François-Xavier-Garneau                | CEPSUM (Montréal)                                      |                                                       |                                                       |
| 28e     | 22 novembre 2003 | Spartiates du Cégep du Vieux Montréal                             | 27-14                                                 | Cheetahs du collège Vanier                            | CEPSUM (Montréal)                                      |                                                       |                                                       |
| 29e     | 20 novembre 2004 | Spartiates du Cégep du Vieux Montréal                             | 24-10                                                 | Cougars du collège Champlain-Lennoxville              | CEPSUM (Montréal)                                      |                                                       |                                                       |
| 30e     | 19 novembre 2005 | Spartiates du Cégep du Vieux Montréal                             | 21-10                                                 | Cheetahs du collège Vanier                            | Stade Concordia (Montréal)                             |                                                       |                                                       |
| 31e     | 17 novembre 2006 | Cheetahs du collège Vanier                                        | 14-0                                                  | Cougars du collège Champlain-Lennoxville              | Stade des Diablos (Trois-Rivières)                     |                                                       |                                                       |
| 32e     | 17 novembre 2007 | Cheetahs du collège Vanier                                        | 21-14                                                 | Spartiates du Cégep du Vieux Montréal                 | Stade des Diablos (Trois-Rivières)                     |                                                       |                                                       |
| 33e     | 15 novembre 2008 | Élans du Cégep François-Xavier-Garneau                            | 45-23                                                 | Cougars du collège Champlain-Lennoxville              | CEPSUM (Montréal)                                      |                                                       |                                                       |
| 34e     | 14 novembre 2009 | Spartiates du Cégep du Vieux Montréal                             | 14-9                                                  | Cougars du collège Champlain-Lennoxville              | Coulter Field (Sherbrooke)                             |                                                       |                                                       |
| 35e     | 13 novembre 2010 | Cheetahs du collège Vanier                                        | 31-28                                                 | Spartiates du Cégep du Vieux Montréal                 | Coulter Field (Sherbrooke)                             |                                                       |                                                       |
| 36e     | 12 novembre 2011 | Élans du Cégep François-Xavier-Garneau                            | 59-31                                                 | Spartiates du Cégep du Vieux Montréal                 | Stade Sylvain-Prémont (Québec)                         |                                                       |                                                       |
| 37e     | 17 novembre 2012 | Cheetahs du collège Vanier                                        | 25-19                                                 | Cougars du collège Champlain-Lennoxville              | Stade Sylvain-Prémont (Québec]                         |                                                       |                                                       |
| 38e     | 16 novembre 2013 | Cougars du collège Champlain-Lennoxville                          | 20-7                                                  | Spartiates du Cégep du Vieux Montréal                 | Stade synthétique de l'UQAC (Saguenay)                 |                                                       |                                                       |
| 39e     | 16 novembre 2014 | Spartiates du Cégep du Vieux Montréal                             | 27-24 (prol.)                                         | Cougars du collège Champlain-Lennoxville              | Stade Alphonse-Desjardins (Saint-Jean-sur-Richelieu)   |                                                       |                                                       |
| 40e     | 14 novembre 2015 | Cougars du collège Champlain-Lennoxville                          | 43-22                                                 | Notre-Dame du Campus Notre-Dame-de-Foy                | Stade Alphonse-Desjardins (Saint-Jean-sur-Richelieu)   |                                                       |                                                       |
| 41e     | 12 novembre 2016 | Notre-Dame du Campus Notre-Dame-de-Foy                            | 38-15                                                 | Phénix du Collège André-Grasset                       | Stade Alphonse-Desjardins (Saint-Jean-sur-Richelieu)   |                                                       |                                                       |
| 42e     | 18 novembre 2017 | Cougars du collège Champlain-Lennoxville                          | 36-0                                                  | Cheetahs du collège Vanier                            | Complexe sportif Claude-Robillard (Montréal)           |                                                       |                                                       |
| 43e     | 17 novembre 2018 | Phénix du Collège André-Grasset                                   | 41-17                                                 | Élans du Cégep Garneau                                | Complexe sportif Claude-Robillard (Montréal)           |                                                       |                                                       |
| 44e     | 16 novembre 2019 | Cougars du collège Champlain-Lennoxville                          | 24-10                                                 | Cheetahs du collège Vanier                            | Stade du Cégep de Thetford (Thetford-Mines)            |                                                       |                                                       |
| --      | 2020             | Championnat annulé à cause de la pandémie de covid-19             | Championnat annulé à cause de la pandémie de covid-19 | Championnat annulé à cause de la pandémie de covid-19 | Championnat annulé à cause de la pandémie de covid-19  | Championnat annulé à cause de la pandémie de covid-19 | Championnat annulé à cause de la pandémie de covid-19 |
| 45e     | 21 novembre 2021 | Cheetahs du collège Vanier                                        | 37-25                                                 | Titans du cégep Limoilou                              | Stade du Cégep de Thetford (Thetford-Mines)            |                                                       |                                                       |
| 46e     | 18 novembre 2022 | Titans du cégep Limoilou                                          | 33-21                                                 | Notre-Dame du Campus Notre-Dame-de-Foy                | Stade du Cégep de Thetford (Thetford-Mines)            |                                                       |                                                       |
| 47e     | 18 novembre 2023 | Titans du cégep Limoilou                                          | 41-30                                                 | Phénix du collège André-Grasset                       | Stade des Diablos (Trois-Rivières)                     |                                                       |                                                       |
| 48e     | 15 novembre 2024 | Cougars du collège Champlain-Lennoxville                          | 52-42                                                 | Notre-Dame du Campus Notre-Dame-de-Foy                | Stade des Diablos (Trois-Rivières)                     |                                                       |                                                       |

### Collégial division 2
Cette catégorie s'est appelée division B en 1974, division A en 1976, division AA en 1978, puis la catégorie a été subdivisée entre Collégial AA division 1 (celle-ci) et Collégial AA division 2 (maintenant division 3) en 2005, avant de prendre son nom actuel en 2011.
| Édition | Date             | Club vainqueur                                        | Pointage                                              | Club perdant                                          | Stade                                                 | Notes                                                 |                                                       |
| ------- | ---------------- | ----------------------------------------------------- | ----------------------------------------------------- | ----------------------------------------------------- | ----------------------------------------------------- | ----------------------------------------------------- | ----------------------------------------------------- |
| --      | 17 novembre 1974 | Jets du Collège André-Grasset                         | 46-0                                                  | Gaulois du Cégep de La Pocatière                      | ?                                                     |                                                       |                                                       |
| --      | 15 novembre 1975 | Cougars du collège Champlain-Lennoxville              | 42-0                                                  | Gaulois du Collège de Rosemont                        | Lennoxville                                           |                                                       |                                                       |
| 1re     | 14 novembre 1976 | Remparts du Collège militaire royal de Saint-Jean     | 47-6                                                  | Gaulois du Cégep de La Pocatière                      | Stade olympique de Montréal                           |                                                       |                                                       |
| 2e      | 13 novembre 1977 | Remparts du Collège militaire royal de Saint-Jean     | 39-6                                                  | Volontaires du Collège de Sherbrooke                  | Stade olympique de Montréal                           |                                                       |                                                       |
| 3e      | 12 novembre 1978 | Trappeurs du Collège Marie-Victorin                   | 43-28                                                 | Vulkins du Cégep de Victoriaville                     | Stade olympique de Montréal                           |                                                       |                                                       |
| 4e      | 11 novembre 1979 | Condors du Séminaire de Saint-Georges de Beauce       | 17-13                                                 | Patriotes du Cégep de Saint-Laurent                   | Stade olympique de Montréal                           |                                                       |                                                       |
| 5e      | 9 novembre 1980  | Condors du Séminaire de Saint-Georges de Beauce       | 13-7                                                  | Jets du Collège André-Grasset                         | Stade olympique de Montréal                           |                                                       |                                                       |
| 6e      | 14 novembre 1981 | Géants du Cégep Saint-Jean-sur-Richelieu              | 35-0                                                  | Vulkins du Cégep de Victoriaville                     | Stade olympique de Montréal                           |                                                       |                                                       |
| 7e      | 13 novembre 1982 | Spartiates du Cégep du Vieux Montréal                 | 50-8                                                  | Condors du Séminaire de Saint-Georges de Beauce       | Stade olympique de Montréal                           |                                                       |                                                       |
| 8e      | 13 novembre 1983 | Remparts du Collège militaire royal de Saint-Jean     | 8-7                                                   | Vulkins du Cégep de Victoriaville                     | Stade Percival-Molson (Montréal)                      |                                                       |                                                       |
| 9e      | 10 novembre 1984 | Géants du Cégep Saint-Jean-sur-Richelieu              | 28-13                                                 | Patriotes du Cégep de Saint-Laurent                   | Stade olympique de Montréal                           |                                                       |                                                       |
| 10e     | 16 novembre 1985 | Géants du Cégep Saint-Jean-sur-Richelieu              | 31-10                                                 | Vulkins du Cégep de Victoriaville                     | Stade olympique de Montréal                           |                                                       |                                                       |
| 11e     | 16 novembre 1986 | Géants du Cégep Saint-Jean-sur-Richelieu              | 47-3                                                  | Remparts du Collège militaire royal de Saint-Jean     | Stade Percival-Molson (Montréal)                      |                                                       |                                                       |
| 12e     | 14 novembre 1987 | Remparts du Collège militaire royal de Saint-Jean     | 22-15                                                 | Vulkins du Cégep de Victoriaville                     | Stade de l'Université de Montréal                     |                                                       |                                                       |
| 13e     | 19 novembre 1988 | Vulkins du Cégep de Victoriaville                     | 22-14                                                 | Remparts du Collège militaire royal de Saint-Jean     | Stade Percival-Molson (Montréal)                      |                                                       |                                                       |
| 14e     | 18 novembre 1989 | Vulkins du Cégep de Victoriaville                     | 20-6                                                  | Barons du Séminaire de Sherbrooke                     | Stade Hébert (Saint-Léonard)                          |                                                       |                                                       |
| 15e     | 17 novembre 1990 | Alérions du Petit Séminaire de Québec                 | 28-20                                                 | Phénix du Collège André-Grasset                       | Stade Hébert (Saint-Léonard)                          |                                                       |                                                       |
| 16e     | 16 novembre 1991 | Diablos du Cégep de Trois-Rivières                    | 41-15                                                 | Alérions du Petit Séminaire de Québec                 | Stade Hébert (Saint-Léonard)                          |                                                       |                                                       |
| 17e     | 21 novembre 1992 | Géants du Cégep Saint-Jean-sur-Richelieu              | 41-32                                                 | Dauphins du Collège français                          | Stade Hébert (Saint-Léonard)                          |                                                       |                                                       |
| 18e     | 20 novembre 1993 | Alérions du Petit Séminaire de Québec                 | 28-22                                                 | Diablos du Cégep de Trois-Rivières                    | Stade Hébert (Saint-Léonard)                          |                                                       |                                                       |
| 19e     | 20 novembre 1994 | Alérions du Petit Séminaire de Québec                 | 36-13                                                 | Jeannois du Cégep d'Alma                              | Stade Hébert (Saint-Léonard)                          |                                                       |                                                       |
| 20e     | 18 novembre 1995 | Géants du Cégep Saint-Jean-sur-Richelieu              | 44-34                                                 | Diablos du Cégep de Trois-Rivières                    | Stade Hébert (Saint-Léonard)                          |                                                       |                                                       |
| 21e     | 16 novembre 1996 | Géants du Cégep Saint-Jean-sur-Richelieu              | 10-6                                                  | Vikings du Collège Maisonneuve                        | Stade olympique de Montréal                           |                                                       |                                                       |
| 22e     | 15 novembre 1997 | Géants du Cégep Saint-Jean-sur-Richelieu              | 21-7                                                  | Vikings du Collège Maisonneuve                        | Stade olympique de Montréal                           |                                                       |                                                       |
| 23e     | 14 novembre 1998 | Géants du Cégep Saint-Jean-sur-Richelieu              | 44-6                                                  | Gaillards du Cégep de Jonquière                       | Stade Hébert (Saint-Léonard)                          |                                                       |                                                       |
| 24e     | 20 novembre 1999 | Vulkins du Cégep de Victoriaville                     | 33-27                                                 | Islanders du collège John Abbott                      | Stade Hébert (Saint-Léonard)                          |                                                       |                                                       |
| 25e     | 18 novembre 2000 | Élans du Cégep François-Xavier-Garneau                | 19-14                                                 | Diablos du Cégep de Trois-Rivières                    | Stade Hébert (Saint-Léonard)                          |                                                       |                                                       |
| 26e     | 24 novembre 2001 | Diablos du Cégep de Trois-Rivières                    | 42-21                                                 | Islanders du collège John Abbott                      | Stade Percival-Molson (Montréal)                      |                                                       |                                                       |
| 27e     | 23 novembre 2002 | Islanders du collège John Abbott                      | 32-7                                                  | Phénix du Collège André-Grasset                       | Stade de l'Université de Montréal                     |                                                       |                                                       |
| 28e     | 22 novembre 2003 | Diablos du Cégep de Trois-Rivières                    | 22-20                                                 | Vulkins du Cégep de Victoriaville                     | Stade de l'Université de Montréal                     |                                                       |                                                       |
| 29e     | 20 novembre 2004 | Diablos du Cégep de Trois-Rivières                    | 31-8                                                  | Géants du Cégep Saint-Jean-sur-Richelieu              | Stade Percival-Molson (Montréal)                      |                                                       |                                                       |
| 30e     | 19 novembre 2005 | Diablos du Cégep de Trois-Rivières                    | 28-7                                                  | Nomades du Cégep Montmorency                          | Stade Concordia (Montréal)                            |                                                       |                                                       |
| 31e     | 18 novembre 2006 | Diablos du Cégep de Trois-Rivières                    | 44-7                                                  | Lynx du Cégep Édouard-Montpetit                       | Stade des Diablos (Trois-Rivières)                    |                                                       |                                                       |
| 32e     | 16 novembre 2007 | Volontaires du Collège de Sherbrooke                  | 13-10 (prol.)                                         | Notre-Dame du Campus Notre-Dame-de-Foy                | Stade des Diablos (Trois-Rivières)                    |                                                       |                                                       |
| 33e     | 15 novembre 2008 | Volontaires du Collège de Sherbrooke                  | 17-8                                                  | Vulkins du Cégep de Victoriaville                     | Stade de l'Université de Montréal                     |                                                       |                                                       |
| 34e     | 14 novembre 2009 | Volontaires du Collège de Sherbrooke                  | 16-3                                                  | Faucons du Cégep de Lévis-Lauzon                      | Stade du parc Sylvie-Daigle (Sherbrooke)              |                                                       |                                                       |
| 35e     | 13 novembre 2010 | Volontaires du Collège de Sherbrooke                  | 28-21                                                 | Notre-Dame du Campus Notre-Dame-de-Foy                | Stade du parc Sylvie-Daigle (Sherbrooke)              |                                                       |                                                       |
| 36e     | 12 novembre 2011 | Notre-Dame du Campus Notre-Dame-de-Foy                | 19-0                                                  | Condors du Cégep Beauce-Appalaches                    | Stade du Cégep Limoilou (Québec)                      |                                                       |                                                       |
| 37e     | 17 novembre 2012 | Phénix du Collège André-Grasset                       | 15-8                                                  | Titans du Cégep Limoilou                              | Stade Sylvain-Prémont (Québec)                        |                                                       |                                                       |
| 38e     | 16 novembre 2013 | Titans du Cégep Limoilou                              | 35-20                                                 | Géants du Cégep Saint-Jean-sur-Richelieu              | Stade synthétique de l'UQAC (Saguenay)                |                                                       |                                                       |
| 39e     | 16 novembre 2014 | Géants du Cégep Saint-Jean-sur-Richelieu              | 37-10                                                 | Phénix du Collège André-Grasset                       | Stade Alphonse-Desjardins (Saint-Jean-sur-Richelieu)  |                                                       |                                                       |
| 40e     | 13 novembre 2015 | Géants du Cégep Saint-Jean-sur-Richelieu              | 42-23                                                 | Nordiques du Collège Lionel-Groux                     | Stade Alphonse-Desjardins (Saint-Jean-sur-Richelieu)  |                                                       |                                                       |
| 41e     | 11 novembre 2016 | Nordiques du Collège Lionel-Groux                     | 48-43                                                 | Noir et Or du Collège de Valleyfield                  | Stade Alphonse-Desjardins (Saint-Jean-sur-Richelieu)  |                                                       |                                                       |
| 42e     | 17 novembre 2017 | Noir et Or du Collège de Valleyfield                  | 38-25                                                 | Islanders du collège John Abbott                      | Complexe sportif Claude-Robillard (Montréal)          |                                                       |                                                       |
| 43e     | 17 novembre 2018 | Noir et Or du Collège de Valleyfield                  | 35-13                                                 | Islanders du collège John Abbott                      | Complexe sportif Claude-Robillard (Montréal)          |                                                       |                                                       |
| 44e     | 16 novembre 2019 | Islanders du collège John Abbott                      | 42-28                                                 | Lynx du Cégep Édouard-Montpetit                       | Stade du Cégep de Thetford (Thetford-Mines)           |                                                       |                                                       |
| --      | 2020             | Championnat annulé à cause de la pandémie de covid-19 | Championnat annulé à cause de la pandémie de covid-19 | Championnat annulé à cause de la pandémie de covid-19 | Championnat annulé à cause de la pandémie de covid-19 | Championnat annulé à cause de la pandémie de covid-19 | Championnat annulé à cause de la pandémie de covid-19 |
| 45e     | 19 novembre 2021 | Islanders du collège John Abbott                      | 23-22                                                 | Nomades du Cégep Montmorency                          | Stade du Cégep de Thetford (Thetford-Mines)           |                                                       |                                                       |
| 46e     | 19 novembre 2022 | Volontaires du Collège de Sherbrooke                  | 28-14                                                 | Nomades du Cégep Montmorency                          | Stade du Cégep de Thetford (Thetford-Mines)           |                                                       |                                                       |
| 47e     | 18 novembre 2023 | Lauréats du Cégep de Saint-Hyacinthe                  | 42-32                                                 | Faucons du Cégep de Lévis                             | Stade des Diablos (Trois-Rivières)                    |                                                       |                                                       |
| 48e     | 16 novembre 2024 | Lauréats du Cégep de Saint-Hyacinthe                  | 40-17                                                 | Faucons du Cégep de Lévis                             | Stade des Diablos (Trois-Rivières)                    |                                                       |                                                       |

### Collégial division 3
Cette catégorie a été incluse dans le Bol d'or en tant que Collégial AA division 2 en 2005 avant de prendre son nom actuel en 2011.
| Édition | Date             | Club vainqueur                                        | Pointage                                              | Club perdant                                          | Stade                                                 | Notes                                                 |                                                       |
| ------- | ---------------- | ----------------------------------------------------- | ----------------------------------------------------- | ----------------------------------------------------- | ----------------------------------------------------- | ----------------------------------------------------- | ----------------------------------------------------- |
| 30e     | 20 novembre 2005 | Volontaires du Collège de Sherbrooke                  | 40-9                                                  | Gaillards du Cégep de Jonquière                       | Stade de Sherbrooke                                   |                                                       |                                                       |
| 31e     | 19 novembre 2006 | Gaillards du Cégep de Jonquière                       | 23-18                                                 | Faucons du Cégep de Lévis-Lauzon                      | Stade du Cégep de Lévis-Lauzon (Lévis)                |                                                       |                                                       |
| 32e     | 18 novembre 2007 | Gaillards du Cégep de Jonquière                       | 17-7                                                  | Jeannois du Collège d'Alma                            | Stade des Diablos (Trois-Rivières)                    |                                                       |                                                       |
| 33e     | 16 novembre 2008 | Cavaliers du Collège Champlain de Saint-Lambert       | 29-13                                                 | Griffons du Cégep de l'Outaouais                      | Parc Pierre-Laporte (Longueuil)                       |                                                       |                                                       |
| 34e     | 15 novembre 2009 | Titans du Cégep Limoilou                              | 41-36                                                 | Nordiques du Collège Lionel-Groux                     | Stade du parc Sylvie-Daigle (Sherbrooke)              |                                                       |                                                       |
| 35e     | 14 novembre 2010 | Phénix du Collège André-Grasset                       | 47-14                                                 | Nordiques du Collège Lionel-Groux                     | Stade du parc Sylvie-Daigle (Sherbrooke)              |                                                       |                                                       |
| 36e     | 12 novembre 2011 | Phénix du Collège André-Grasset                       | 38-6                                                  | Nordiques du Collège Lionel-Groux                     | Stade Sylvain-Prémont (Québec)                        |                                                       |                                                       |
| 37e     | 17 novembre 2012 | Noir et Or du Collège de Valleyfield                  | 42-35                                                 | Triades du Cégep régional de Lanaudière               | Stade Sylvain-Prémont (Québec)                        |                                                       |                                                       |
| 38e     | 15 novembre 2013 | Noir et Or du Collège de Valleyfield                  | 42-7                                                  | Couguars du Cégep de Chicoutimi                       | Stade synthétique de l'UQAC (Saguenay)                |                                                       |                                                       |
| 39e     | 15 novembre 2014 | Noir et Or du Collège de Valleyfield                  | 47-24                                                 | Filons du Cégep de Thetford                           | Stade Alphonse-Desjardins (Saint-Jean-sur-Richelieu)  |                                                       |                                                       |
| 40e     | 14 novembre 2015 | Filons du Cégep de Thetford                           | 30-28                                                 | Griffons du Cégep de l'Outaouais                      | Stade Alphonse-Desjardins (Saint-Jean-sur-Richelieu)  |                                                       |                                                       |
| 41e     | 12 novembre 2016 | Gaillards du Cégep de Jonquière                       | 33-30                                                 | Cavaliers du Collège Champlain de Saint-Lambert       | Stade Alphonse-Desjardins (Saint-Jean-sur-Richelieu)  |                                                       |                                                       |
| 42e     | 18 novembre 2017 | Lauréats du Cégep de Saint-Hyacinthe                  | 35-20                                                 | Gaillards du Cégep de Jonquière                       | Complexe sportif Claude-Robillard (Montréal)          |                                                       |                                                       |
| 43e     | 17 novembre 2018 | Gaillards du Cégep de Jonquière                       | 45-13                                                 | Indiens du Collège Ahuntsic                           | Complexe sportif Claude-Robillard (Montréal)          |                                                       |                                                       |
| 44e     | 16 novembre 2019 | Lauréats du Cégep de Saint-Hyacinthe                  | 37-14                                                 | Gaillards du Cégep de Jonquière                       | Stade du Cégep de Thetford (Thetford-Mines)           |                                                       |                                                       |
| --      | 2020             | Championnat annulé à cause de la pandémie de covid-19 | Championnat annulé à cause de la pandémie de covid-19 | Championnat annulé à cause de la pandémie de covid-19 | Championnat annulé à cause de la pandémie de covid-19 | Championnat annulé à cause de la pandémie de covid-19 | Championnat annulé à cause de la pandémie de covid-19 |
| 45e     | 19 novembre 2021 | Condors du Cégep Beauce-Appalaches                    | 36-14                                                 | Gaillards du Cégep de Jonquière                       | Stade du Cégep de Thetford (Thetford-Mines)           |                                                       |                                                       |
| 46e     | 19 novembre 2022 | Condors du Cégep Beauce-Appalaches                    | 28-21                                                 | Gaillards du Cégep de Jonquière                       | Stade du Cégep de Thetford (Thetford-Mines)           |                                                       |                                                       |
| 47e     | 18 novembre 2023 | Gaillards du Cégep de Jonquière                       | 28-20                                                 | Vulkins du Cégep de Victoriaville                     | Stade des Diablos (Trois-Rivières)                    |                                                       |                                                       |
| 48e     | 16 novembre 2024 | Gaillards du Cégep de Jonquière                       | 24-21                                                 | Griffons du Cégep de l'Outaouais                      | Stade des Diablos (Trois-Rivières)                    |                                                       |                                                       |